# Sportverein Meppen 1912 2022-2023 (femminile)
Questa voce raccoglie le informazioni riguardanti la squadra femminile del Sportverein Meppen 1912 nelle competizioni ufficiali della stagione calcistica 2022-2023.

## Stagione
Nella stagione 2022-2023 il Meppen, allenato da Carin Bakhuis, alla sua seconda esperienza nella massima divisione tedesca di categoria concluse il campionato di Frauen-Bundesliga all'11º e penultimo posto, costretto così alla retrocessione in 2. Frauen-Bundesliga, mentre in coppa di Germania fu eliminato agli ottavi di finale dal Friburgo.

## Divise e sponsor
La scelta cromatica delle maglie era la stessa del Meppen maschile. Il main sponsor era il fornitore di servizi di comunicazione KiKxxl, mentre quello tecnico, fornitore delle tenute di gioco, era Nike.
| Casa | Trasferta |

## Organigramma societario
Tratto dal sito societario.
Area tecnica
- Allenatrice: Carin Bakhuis
- Co-allenatore: Wulf-Rüdiger Müller
- Allenatore in seconda: Katharina Börger
- Preparatore dei portieri: Marcus Antczak
- Preparatore fisico:

## Rosa
Rosa, ruoli e numeri di maglia come da sito DFB e societario
| N. |                        | Ruolo | Calciatrice              |
| -- | ---------------------- | ----- | ------------------------ |
| 1  | Germania (bandiera)    | P     | Laura Sieger             |
| 2  | Paesi Bassi (bandiera) | D     | Jenske Steenwijk         |
| 3  | Germania (bandiera)    | D     | Nina Rolfes              |
| 4  | Germania (bandiera)    | D     | Toma Ihlenburg           |
| 5  | Germania (bandiera)    | C     | Bianca Becker            |
| 6  | Germania (bandiera)    | A     | Sophia Thiemann          |
| 7  | Australia (bandiera)   | A     | Anna Margraf             |
| 8  | Germania (bandiera)    | D     | Lisa-Marie Weiss         |
| 9  | Giordania (bandiera)   | A     | Sarah Abu Sabbah         |
| 10 | Germania (bandiera)    | A     | Lisa Josten              |
| 11 | Germania (bandiera)    | C     | Linda Preuß              |
| 14 | Finlandia (bandiera)   | A     | Milla Punsar             |
| 15 | Albania (bandiera)     | A     | Kristina Maksuti         |
| 16 | Germania (bandiera)    | C     | Sarah Schulte (capitano) |

| N. |                     | Ruolo | Calciatrice        |
| -- | ------------------- | ----- | ------------------ |
| 17 | Germania (bandiera) | C     | Noreen Günnewig    |
| 18 | Giappone (bandiera) | C     | Mai Hirata         |
| 19 | Grecia (bandiera)   | C     | Athanasia Moraitou |
| 20 | Germania (bandiera) | D     | Julia Pollak       |
| 22 | Germania (bandiera) | D     | Kara Bathmann      |
| 23 | Svizzera (bandiera) | A     | Lydia Andrade      |
| 24 | Germania (bandiera) | A     | Isabella Jaron     |
| 25 | Germania (bandiera) | P     | Thea Farwick       |
| 26 | Germania (bandiera) | D     | Lynn Rahel Gismann |
| 27 | Germania (bandiera) | A     | Vildan Kardesler   |
| 30 | Germania (bandiera) | D     | Mara Winter        |
| 31 | Germania (bandiera) | P     | Anke Preuß         |
| 33 | Germania (bandiera) | P     | Vanessa Fischer    |

## Calciomercato

### Sessione estiva
| Acquisti | Acquisti         | Acquisti                 | Acquisti    |
| R.       | Nome             | da                       | Modalità    |
| -------- | ---------------- | ------------------------ | ----------- |
| D        | Julia Pollak     | Bayern Monaco            | in prestito |
| C        | Anna Margraf     | Brisbane Roar            | definitivo  |
| C        | Kara Bathmann    | Eintracht Francoforte II | definitivo  |
| C        | Noreen Günnewig  | Gütersloh                | definitivo  |
| C        | Mai Hirata       | Eintracht Francoforte II | definitivo  |
| A        | Sarah Abu-Sabbah | Borussia M'gladbach      | definitivo  |
| A        | Lydia Andrade    | Zurigo                   | definitivo  |
| A        | Vildan Kardesler | Bayer Leverkusen         | definitivo  |
| A        | Kristina Maksuti | Lugano                   | definitivo  |

| Cessioni | Cessioni            | Cessioni         | Cessioni                       |
| R.       | Nome                | a                | Modalità                       |
| -------- | ------------------- | ---------------- | ------------------------------ |
| C        | Alexandra Emmerling | Bayer Leverkusen | definitivo                     |
| C        | Sophia Thiemann     | Meppen II        | aggregata alla squadra riserve |

### Sessione invernale
| Acquisti | Acquisti     | Acquisti | Acquisti   |
| R.       | Nome         | da       | Modalità   |
| -------- | ------------ | -------- | ---------- |
| A        | Milla Punsar | Honka    | definitivo |

| Cessioni | Cessioni      | Cessioni | Cessioni   |
| R.       | Nome          | a        | Modalità   |
| -------- | ------------- | -------- | ---------- |
| C        | Eva Holtmeyer | Bochum   | definitivo |

## Risultati

### Frauen-Bundesliga

#### Girone di andata
| Arbitro: | Kost (Holzwickede) |

|             |           |                       |
| Andrade 18’ | Marcatori | 45+1’ Kolb 71’ Müller |

| Arbitro: | Heimann (Gladbeck) |

|              |           |  |
| Kockmann 72’ | Marcatori |  |

| Arbitro: | Heidenreich (Bad Schwartau) |

|  |           |                             |
|  | Marcatori | 66’ Memeti 70’ (rig.) Hagel |

| Arbitro: | Stremel (Nordstemmen) |

|  |           |                  |
|  | Marcatori | 62’ (rig.) Weiss |

| Arbitro: | Rafalski (Gudensberg) |

|                 |           |  |
| Josten 52’, 78’ | Marcatori |  |

| Arbitro: | Breier (Zerf) |

|                                |           |             |
| Bühl 71’ Schüller 75’ Kett 82’ | Marcatori | 77’ Maksuti |

| Arbitro: | Westerhoff (Bochum) |

|                        |           |  |
| Josten 24’ Margraf 36’ | Marcatori |  |

| Arbitro: | Schwermer (Ballenstedt) |

|          |           |  |
| Hess 55’ | Marcatori |  |

| Arbitro: | Weigelt (Lipsia) |

|               |           |  |
| Kardesler 90’ | Marcatori |  |

| Arbitro: | Hussein (Bad Harzburg) |

|                                    |           |  |
| Waßmuth 17’, 22’ Bremer 73’ (rig.) | Marcatori |  |

| Arbitro: | Heidenreich (Bad Schwartau) |

|  |           |              |
|  | Marcatori | 90’ Martinez |

#### Girone di ritorno
| Arbitro: | Heimann (Gladbeck) |

|                                  |           |            |
| Minge 2’ Karl 66’ Steuerwald 80’ | Marcatori | 11’ Punsar |

| Arbitro: | Duske (Leverkusen) |

|             |           |             |
| Margraf 27’ | Marcatori | 51’ Sterner |

| Arbitro: | Schwermer (Ballenstedt) |

|                                                |           |  |
| Hagel 53’ Krumbiegel 61’, 66’ Naschenwengr 78’ | Marcatori |  |

| Arbitro: | Westerhoff (Bochum) |

|            |           |                          |
| Josten 58’ | Marcatori | 28’ Kögel 88’ Ostermeier |

| Arbitro: | Lutz (Poppenhausen) |

|                                  |           |           |
| De Filippo 36’, 66’ Weidauer 50’ | Marcatori | 15’ Weiss |

| Arbitro: | Heimann (Gladbeck) |

|  |           |                               |
|  | Marcatori | 50’ Magull 64’ (rig.) Stanway |

| Brema 23 aprile 2023, ore 16:00 CEST 18ª giornata | Werder Brema       | 0 – 0 referto | Meppen | Weserstadion - Platz 11 (1 142 spett.)\| Arbitro: \| Söder (Norimberga) \| |
| Arbitro:                                          | Söder (Norimberga) |               |        |                                                                            |

| Arbitro: | Derlin (Bad Schwartau) |

|  |           |                           |
|  | Marcatori | 48’ Hoppius 60’ Zielinski |

| Arbitro: | Michel (Magonza) |

|                |           |                            |
| Zawistowska 4’ | Marcatori | 87’ (rig.) Jaron 90’ Preuß |

| Arbitro: | Kost (Holzwickede) |

|                        |           |                                 |
| Schulte 30’ Josten 85’ | Marcatori | 63’ Roord 88’ Bremer 90+5’ Popp |

| Arbitro: | Michel (Magonza) |

|                                                                    |           |  |
| Freigang 16’ Prašnikar 24’, 89’ Nüsken 29’, 54’ Margraf 83’ (aut.) | Marcatori |  |

### DFB-Pokal der Frauen
| Arbitro: | Kost (Schwerte) |

|  |           |             |
|  | Marcatori | 37’ Maksuti |

| Arbitro: | Wacker (Lehrensteinsfeld) |

|          |           |  |
| Minge 9’ | Marcatori |  |

## Statistiche

### Statistiche di squadra
| Competizione         | Punti | In casa | In casa | In casa | In casa | In casa | In casa | In trasferta | In trasferta | In trasferta | In trasferta | In trasferta | In trasferta | Totale | Totale | Totale | Totale | Totale | Totale | DR  |
| Competizione         | Punti | G       | V       | N       | P       | Gf      | Gs      | G            | V            | N            | P            | Gf           | Gs           | G      | V      | N      | P      | Gf     | Gs     | DR  |
| -------------------- | ----- | ------- | ------- | ------- | ------- | ------- | ------- | ------------ | ------------ | ------------ | ------------ | ------------ | ------------ | ------ | ------ | ------ | ------ | ------ | ------ | --- |
| Frauen-Bundesliga    | 17    | 11      | 3       | 1       | 7       | 10      | 15      | 11           | 2            | 1            | 8            | 6            | 25           | 22     | 5      | 2      | 15     | 16     | 40     | -24 |
| DFB-Pokal der Frauen | -     | -       | -       | -       | -       | -       | -       | 2            | 1            | 0            | 1            | 1            | 1            | 2      | 1      | 0      | 1      | 1      | 1      | 0   |
| Totale               | -     | 11      | 3       | 1       | 7       | 10      | 15      | 13           | 3            | 1            | 9            | 7            | 26           | 24     | 6      | 2      | 16     | 17     | 41     | -24 |

### Andamento in campionato
| Giornata  | 1 | 2  | 3  | 4 | 5 | 6 | 7 | 8 | 9 | 10 | 11 | 12 | 13 | 14 | 15 | 16 | 17 | 18 | 19 | 20 | 21 | 22 |
| --------- | - | -- | -- | - | - | - | - | - | - | -- | -- | -- | -- | -- | -- | -- | -- | -- | -- | -- | -- | -- |
| Luogo     | C | T  | C  | T | C | T | C | T | C | T  | C  | T  | C  | T  | C  | T  | C  | T  | C  | T  | C  | T  |
| Risultato | P | P  | P  | V | V | P | V | P | V | P  | P  | P  | N  | P  | P  | P  | P  | N  | P  | V  | P  | P  |
| Posizione | 9 | 11 | 12 | 9 | 7 | 9 | 7 | 8 | 7 | 7  | 8  | 8  | 8  | 8  | 9  | 9  | 10 | 10 | 11 | 9  | 11 | 11 |

Legenda:

Luogo: C = Casa; T = Trasferta. Risultato: V = Vittoria; N = Pareggio; P = Sconfitta.

### Statistiche delle giocatrici
| Giocatore | Frauen-Bundesliga | Frauen-Bundesliga | Frauen-Bundesliga | Frauen-Bundesliga | DFB-Pokal der Frauen | DFB-Pokal der Frauen | DFB-Pokal der Frauen | DFB-Pokal der Frauen | Totale   | Totale | Totale      | Totale     |
| Giocatore | Presenze          | Reti              | Ammonizioni       | Espulsioni        | Presenze             | Reti                 | Ammonizioni          | Espulsioni           | Presenze | Reti   | Ammonizioni | Espulsioni |
| --------- | ----------------- | ----------------- | ----------------- | ----------------- | -------------------- | -------------------- | -------------------- | -------------------- | -------- | ------ | ----------- | ---------- |
| A. Preuß  | 0                 | 0                 | 0                 | 0                 | -                    | -                    | -                    | -                    | 0        | 0      | 0           | 0          |
| M. Punsar | 10                | 1                 | 0                 | 0                 | -                    | -                    | -                    | -                    | 10       | 1      | 0           | 0          |